# بالشت
بالشت (به آلمانی: Ballstädt) یک شهر در آلمان است که در گوتا واقع شده‌است. بالشت ۷۳۲ نفر جمعیت دارد.